# Wendy Quirk
Wendy Quirk (Montréal, 29 maggio 1959) è un'ex nuotatrice canadese.

## Carriera
Visse il suo periodo d'oro durante i mondiali di Berlino 1978, dove vinse due bronzi, gli unici nella sua carriera nella massima competizione intercontinentale.

## Palmarès
- Mondiali

Berlino Ovest 1978: bronzo nei 100m farfalla nella 4x100m stile libero.
- Giochi Panamericani

Città del Messico 1975: bronzo nei 100m farfalla.
San Juan 1979: bronzo nei 400m farfalla, argento nella 4x100m sl e 4x100m misti.
- Giochi del Commonwealth

Edmonton 1978: oro nei 100m farfalla, nella 4x100m misti e nella 4x100m stile libero, argento nei 200m farfalla e nei 100m stile libero.